# マビカ

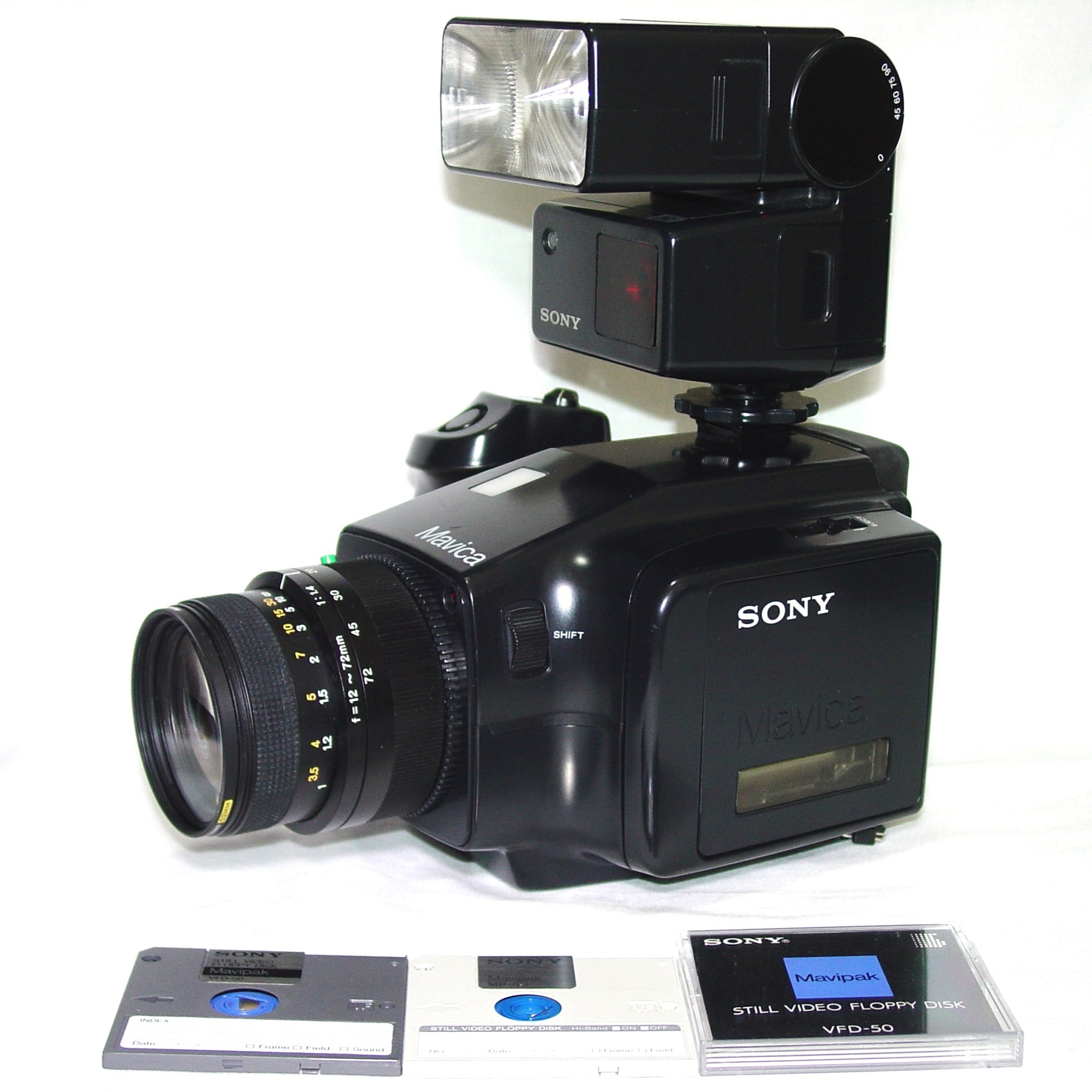
プロ マビカ MVC-A7AF (1987年）

マビカ（英: Mavica, Magnetic Video Camera）は、ソニーが製造販売した電子スチルカメラ及びその商標である。

## 概説
それまで、写真は銀を使用した感光材に化学的に記録するもの(写真フィルム)だと考えられていたが、「マビカ」はその概念を打ち破るフィルムを必要としない新しいタイプの電子スチルカメラとして開発された。レンズを通した画像はソニーが自社で開発したCCDイメージセンサで電気信号化され、この信号を2インチフロッピーディスク「マビパック」に記録するものだった。マビカはデジタル信号に変更せずアナログ信号のまま記録する仕組みだったためデジタルカメラとは呼ばれない。しかし画像を電気信号で記録するという概念はデジタルカメラのルーツと言える。
後にデジタル信号に変換して記録する機種が開発され、名称をデジタルマビカとして既製品と区別された。デジタルマビカも、記録媒体によってFDマビカ、CDマビカといった名称が与えられた。

## 開発と市場への影響

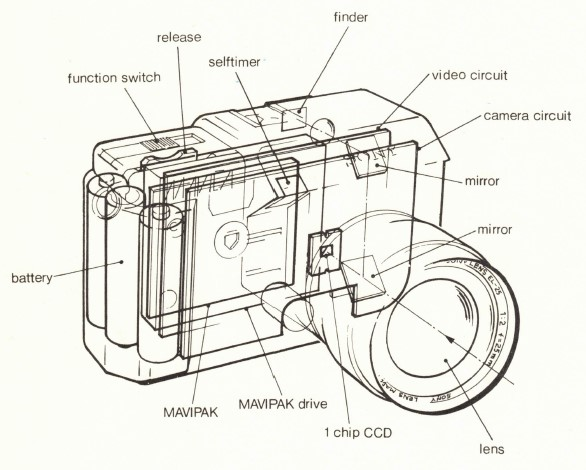
マビカ試作機（1981年）透視図

1980年頃、技術者出身で常務取締役の木原信敏は、磁気記録スチルカメラの製品化を構想していた。すでに画像を磁気媒体に記録する技術の開発は終えており、CCDイメージセンサの小型化も目処が立ちつつあった。同年10月に、斉藤悦朗を開発責任者に任命した。斉藤悦朗は、100年近く続いた銀塩写真の歴史を塗り替える挑戦だと意気込んだという。約半年をかけて、試作機をほぼ完成させるに至った。この完成間近の試作機が大賀典雄副社長に見つかってしまい、盛田昭夫会長の知るところとなると、盛田昭夫からの指示で早急に試作機を5機製作し発表することとなった。1981年8月24日に、世界初の電子スチルカメラがマビカ（マグネティック・ビデオ・カメラの頭文字から）と名付けられ発表された。当初はテレビに表示する再生装置マビカビューワー、プリンターのマビグラフなどの周辺機器を含めた「システム」を、マビカ・システムと総称していた。マビカ発表を受けて、「フィルムの要らないカメラの時代が到来するのでは」という憶測が生まれ、感材メーカーの株が売られるなど「マビカショック」と呼ばれる現象が起こった。一方で、銀塩写真の画質には遠く及ばず脅威にならないといった批判的な声も上がった。木原信敏は、必ず生涯のうちで銀塩カメラを凌駕する製品を開発してみせると決意したという。この発表をきっかけに、電子スチルカメラ事業に参入を検討している17社による1983年2月に「電子スチルカメラ懇談会（ESCC）」が組織され、マビカ・システムを基本としつつも、画像信号処理、記録媒体、フォーマットなどを統一化した規格「スチルビデオフロッピーディスクシステム」が、1984年5月に制定された。しかし、参加各社が互換性を保てる技術の習得に時間が掛かり、民生用に製品化されるまで更に数年を要した。こうして、市場に出たマビカをはじめとする電子スチルカメラは、報道機関や治安当局に一定の需要は見られたが、技術並びの規格はビデオカメラから派生したものであり、1953年に策定されたテレビジョン信号規格が要求する画質が、銀塩写真に遠く及ばないことに気付くのに時間は要らなかった。家庭用機種ではプリントに耐えられない画質と機器が高価な点などから、後年登場するデジタルカメラに駆逐、移行するることとなる。

## マビカ（電子スチルカメラ）

### マビカ試作機

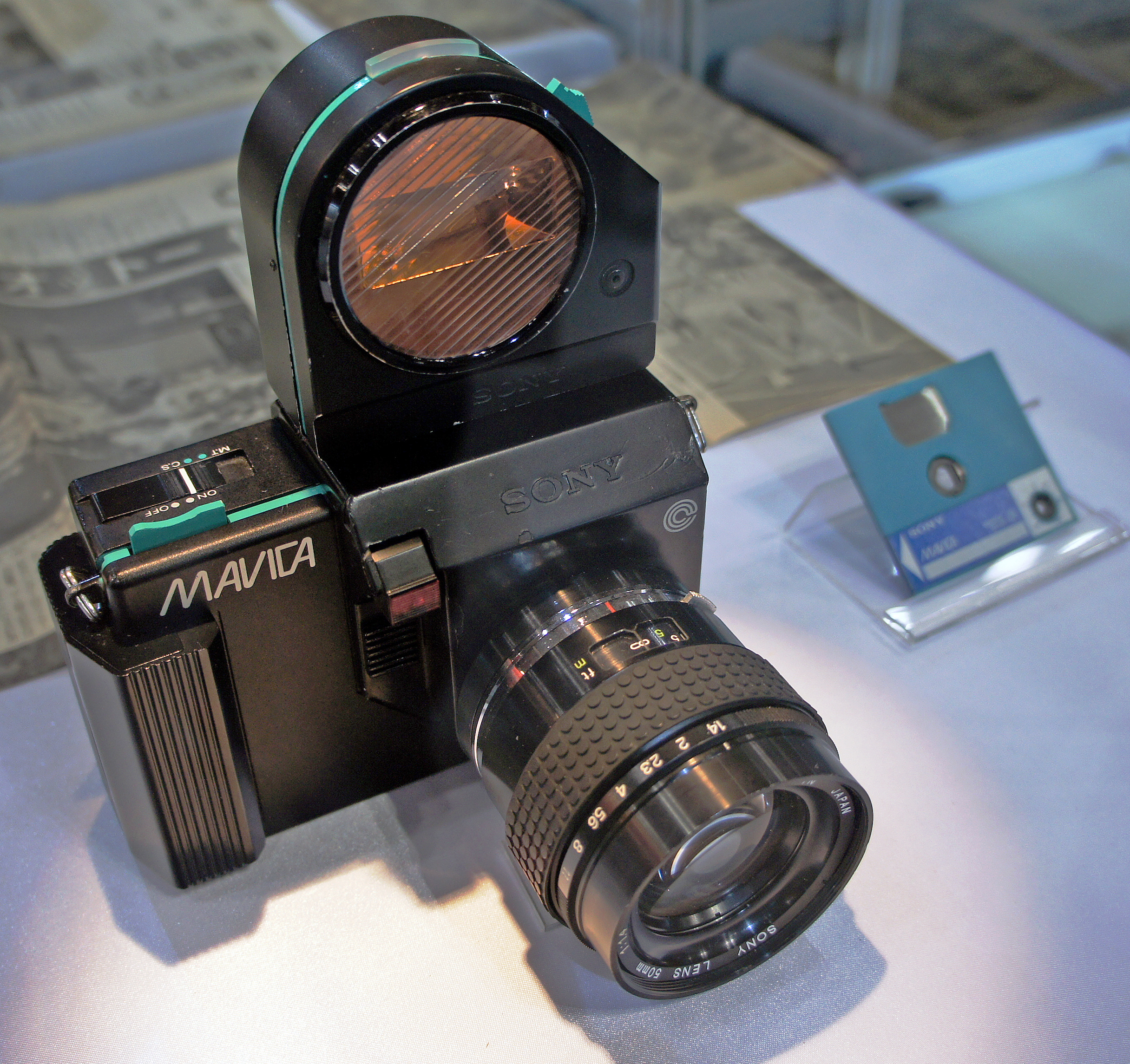
マビカ試作機（1981年）

28万画素の2/3インチCCDイメージセンサ。一眼レフ式ファインダー。専用バヨネット交換式レンズ。・25mmF2(35mm換算50mm相当)・50mmF1.4(100mm相当)・16~64mmF1.4(32~128mm相当)。ISO感度200相当、シャッター速度は機械制御で1/60~1/1000秒、電子制御で1/60~1/2000秒。露出制御：絞り優先のみ。
1981年発表。単3形ニッカド電池3本で駆動し1回の充電で200コマ撮影可能。2インチフロッピーディスク(マビパック)に記録し、50コマの画像が保存できた。絞り優先自動露出のみでファインダー内に表示されるアンダー、オーバーの表示を見てF値を決定する。日本の国立科学博物館は2014年8月26日、重要科学技術史資料（未来技術遺産）として、世界初の電子スチルカメラとしてマビカ試作機を選定した。選定理由は、画像の即時再生、記録媒体の再利用、通信機器を介した画像伝送に道を開き、「化学」機器であったカメラを「電子」機器として位置付けた革命的な機器であり、後のデジタルカメラ技術の創造に寄与したものとして貴重であるというものだった。日本カメラ博物館で常設展示されているほか、スミソニアン博物館にも収蔵されているという。

### マビカ試作機 JW-C7
25万画素2/3インチCCDイメージセンサ（モノクロ）。一眼レフ式ファインダー。専用バヨネット交換式レンズ。・9mmF2.8・350mmF5.6・12.5～75mmF1.8mm・25～40mmF3.5～4・50mmF1.4。（朝日新聞社はニッコールを使用）ISO感度200相当、シャッター速度は機械制御式で1/30~1/1000秒。露出制御：絞り優先、露出補正±２EV。
1982年発表。マビカ試作機で撮影した画像は、フィルムのような暗室での現像処理を必要とせずに、撮影現場近くの電話回線などから送信できたため報道機関の注目を浴びることとなった。ソニーは朝日新聞社と共同で、1984年開催のロサンゼルス・オリンピック競技大会の取材用にモノクロ専用のJW-C7を開発し1982年10月に発表した。紙面に掲載された写真には、「電子カメラ「マビカ」使用」と註が入った。

### プロマビカ MVC-A7AF
38万画素2/3インチCCDイメージセンサ。一眼レフ式ファインダー。オートフォーカス6倍ズームレンズ搭載、12mm F1.4～72mm F1.7（35mm換算48～290mm相当）。レンズ交換不可、マクロ機能付き。ノーマルのみ、フレーム/フィールド記録両対応。ISO感度80(フレーム)、160(フィールド)。シャッター速度1/15~1/1000秒。露出制御：プログラム、シャッター優先。露出補正±2EV。
1987年発売。本体価格480,000円。マビカ初の市販機ESCCが1986年4月に追加仕様として承認した音声記録機能が付加されている。専用バッテリーを使う電子スチルカメラが多い中、単3型乾電池6本を使用。1987年度グッドデザイン賞を受賞した。

### マビカ MVC-C1

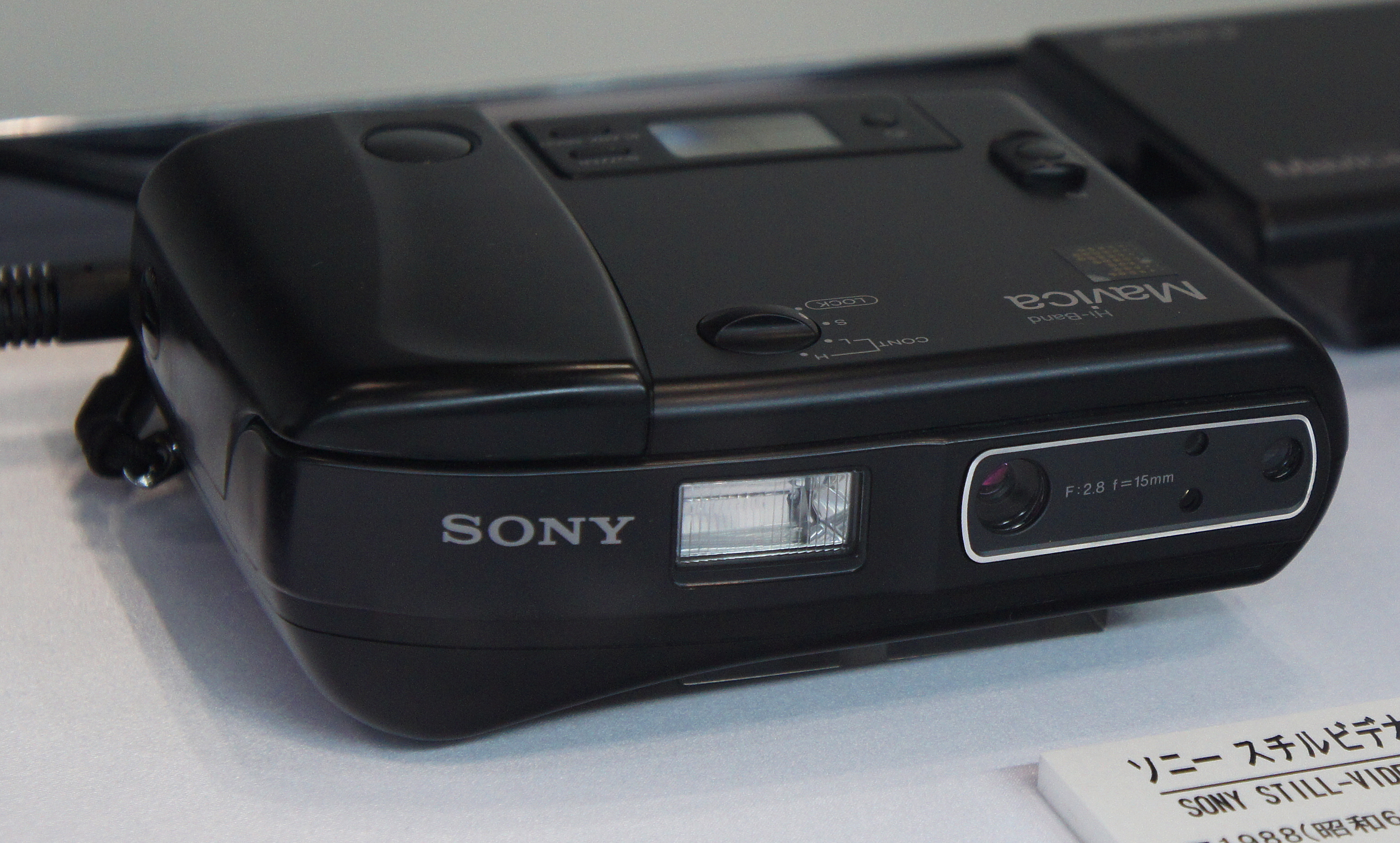
マビカ MVC-C1（1988年）

28万画素 2/3インチMOSイメージセンサ。実像式ファインダー。レンズは単焦点、15mmF2.8（35mm換算60mm相当）。ハイバンド、フィールド記録対応。ISO感度80相当、シャッター速度1/60~1/500秒。
1988年秋に開催されたフォトキナで発表され、1988年12月に日本で、1989年春に米国で発売した。ESCCの統一規格に基づくマビカ初の家庭用電子スチルカメラ。本体価格69,800円。再生コントローラーMAP-T1の価格は30,000円。他社の家庭用電子スチルカメラが使用に必要なアクセサリーキットを含めると10万円を超える中でわずかに切る価格を実現した。デザインは従来の銀塩カメラとは異なったコンセプトであることを明確に打ち出すことと、TV画面で写真を見るため双眼鏡スタイルを採用。ハイバンド記録モード専用機で、単焦点、自動露出、自動調光とし、操作を最小限にしてある。開発にはキヤノンが関わっていたという。

### プロマビカ MVC-5000

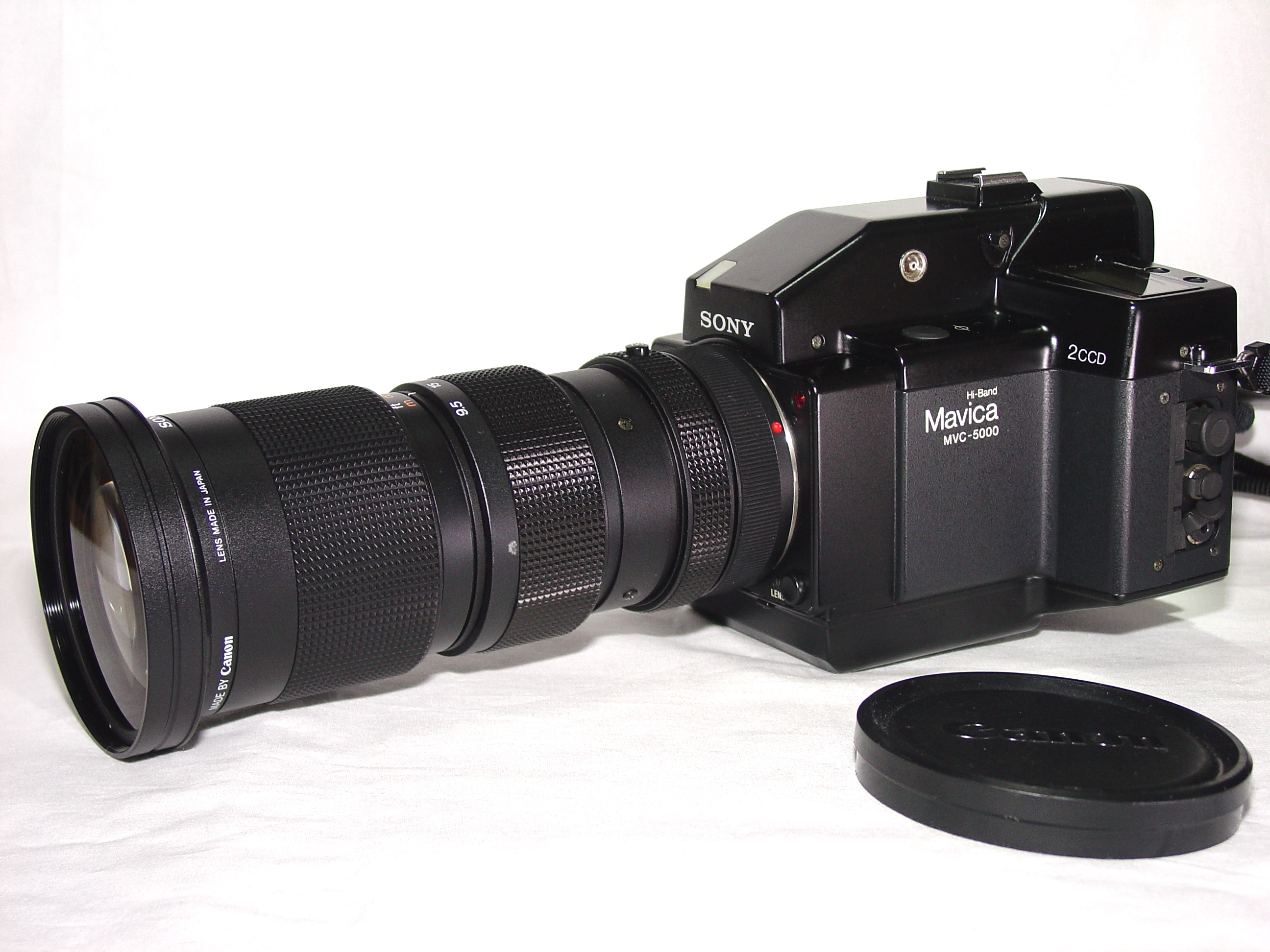
プロ マビカ MVC-5000K ＆レンズ MCL-913T（1989年）

38万画素2/3インチCCDイメージセンサを2枚搭載。一眼レフ式ファインダー。バヨネット交換式、MCLマウントレンズ(MVC-5000,7000独自マウント)。ハイバンド/ノーマル、フレーム/フィールド記録、両対応。ISO感度100(フレーム)、200(フィールド)、いずれの感度も1/2および2倍に変更可能。シャッター速度1/15~1/1000秒。露出制御：プログラム、絞り優先、シャッター優先、マニュアル。露出補正±3EV。
1989年7月発売。本体価格980,000円。ESCCが1988年7月に追加仕様として承認したハイバンド記録モードが想定する画質を凌駕するカメラ信号を確保することで、電子スチルカメラとして最高性能を目指して開発された。必要なカメラ信号を得るには、60万画素程度のCCDイメージセンサが必要となるが量産技術が確立されておらず、有効画素数38万画素のCCDイメージセンサ2枚による輝度分離型2板式で代替した。レンズは独自のバヨネット交換式マウントだが、アダプタを介してニコンのレンズが利用できる。CNNがMVC-5000を用いたことで、当局に衛星通信を禁じられるなか、他社に先んじて天安門事件で戦車に立ちはだかる青年の写真を配信することができたと報じられた。実は、ビデオカメラで撮影した画像を、プロマビカでも使用される静止画伝送機DIH-2000で電送したものであったが、これらシステムに対して1990年エミー賞が与えられた。高画質設定のハイバンド、フレーム記録のみに機能を制限したMVC-5000Kも存在する。

### マビカ MVC-A10

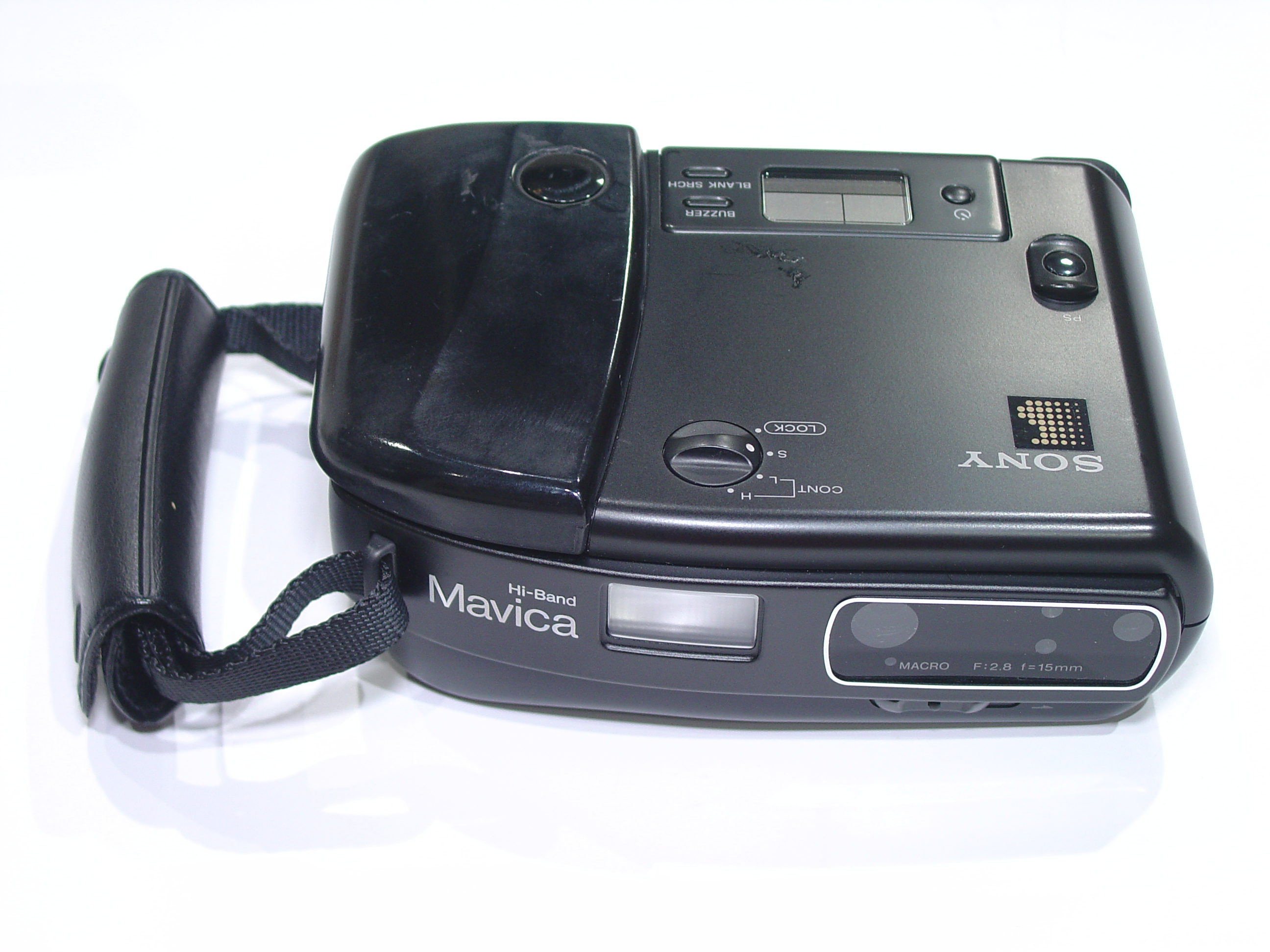
マビカ MVC-A10正面
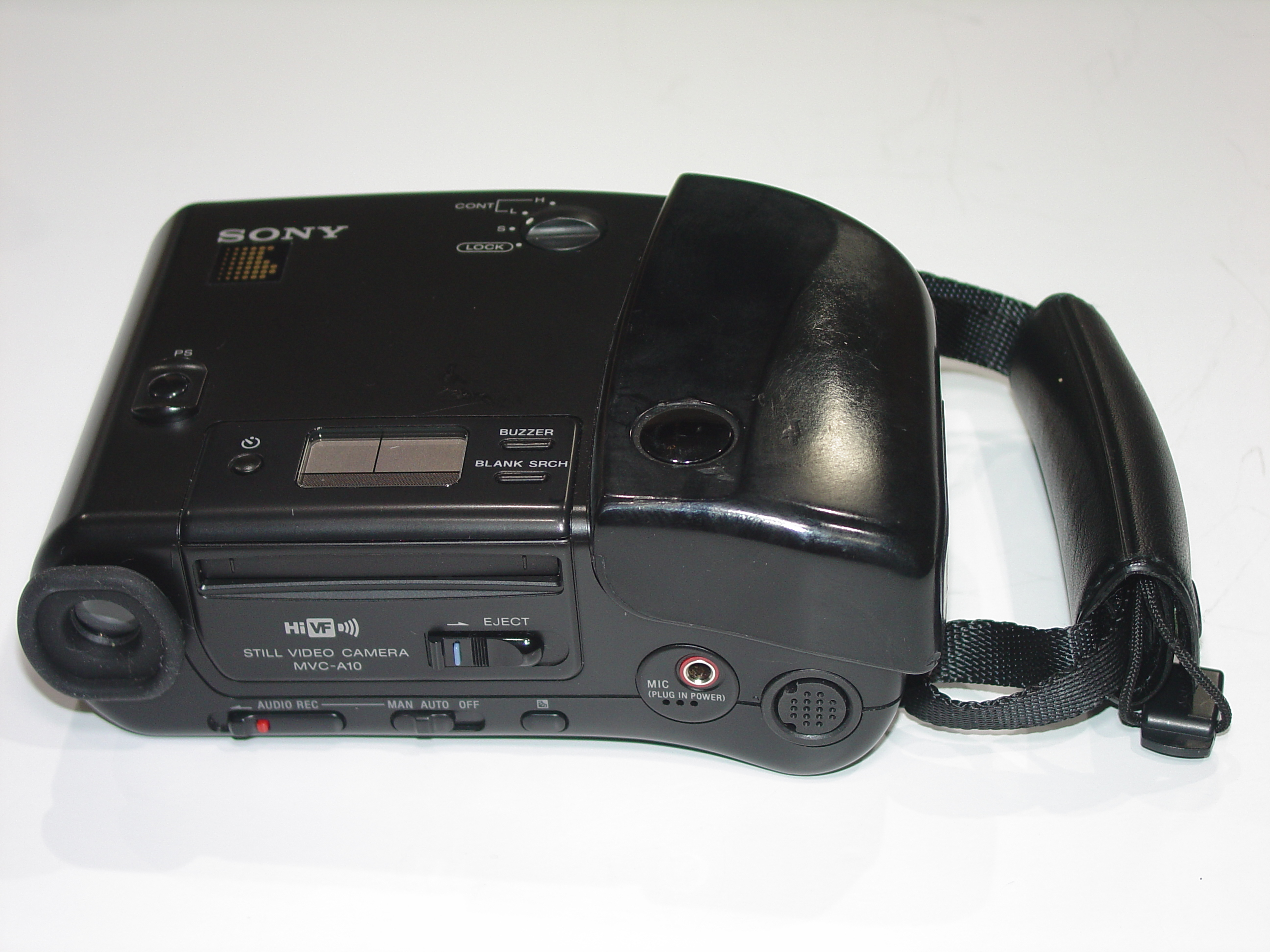
MVC-A10 背面

28万画素 2/3インチMOSイメージセンサ。実像式ファインダー。レンズは単焦点、15mmF2.8（35mm換算60mm相当）。ハイバンド、フィールド記録対応。ISO感度100相当、シャッター速度1/60~1/500秒。
1989年9月発売。「サウンドマビカ」の愛称がある。MVC-C1に音声記録機能を付加した改良機で、家庭用電子スチルカメラ初の音声記録内蔵カメラである。本体価格は86,800円。再生コントローラーMAP-T2の価格は30,000円。MOSイメージセンサはMVC-C1と同じ28万画素だった。三脚穴、逆光補正、内蔵マクロレンズなどが新しく加わった。

### プロマビカ MVC-2010
38万画素2/3インチCCDイメージセンサ。一眼レフ式ファインダー。オートフォーカス6倍ズームレンズ搭載、12mm F1.4～72mm F1.7（35mm換算48～290mm相当）。レンズ交換不可、マクロ機能付き。ハイバンド/ノーマル、フレーム/フィールド記録両対応。ISO感度80(フレーム)、160(フィールド)。シャッター速度1/15~1/1000秒。露出制御：プログラム、シャッター優先。露出補正±2EV。
1989年発売。米国では1990年発売。本体価格420,000円。MVC-A7AFの後継機である。外観もスペックもほとんど違いはないが、ハイバンド記録モードに対応し、画質はかなり改善されている。高感度CCDイメージセンサを採用したため暗部のザラツキを抑え、質感に優れた画像が得られる。

### プロマビカ MVC-2000

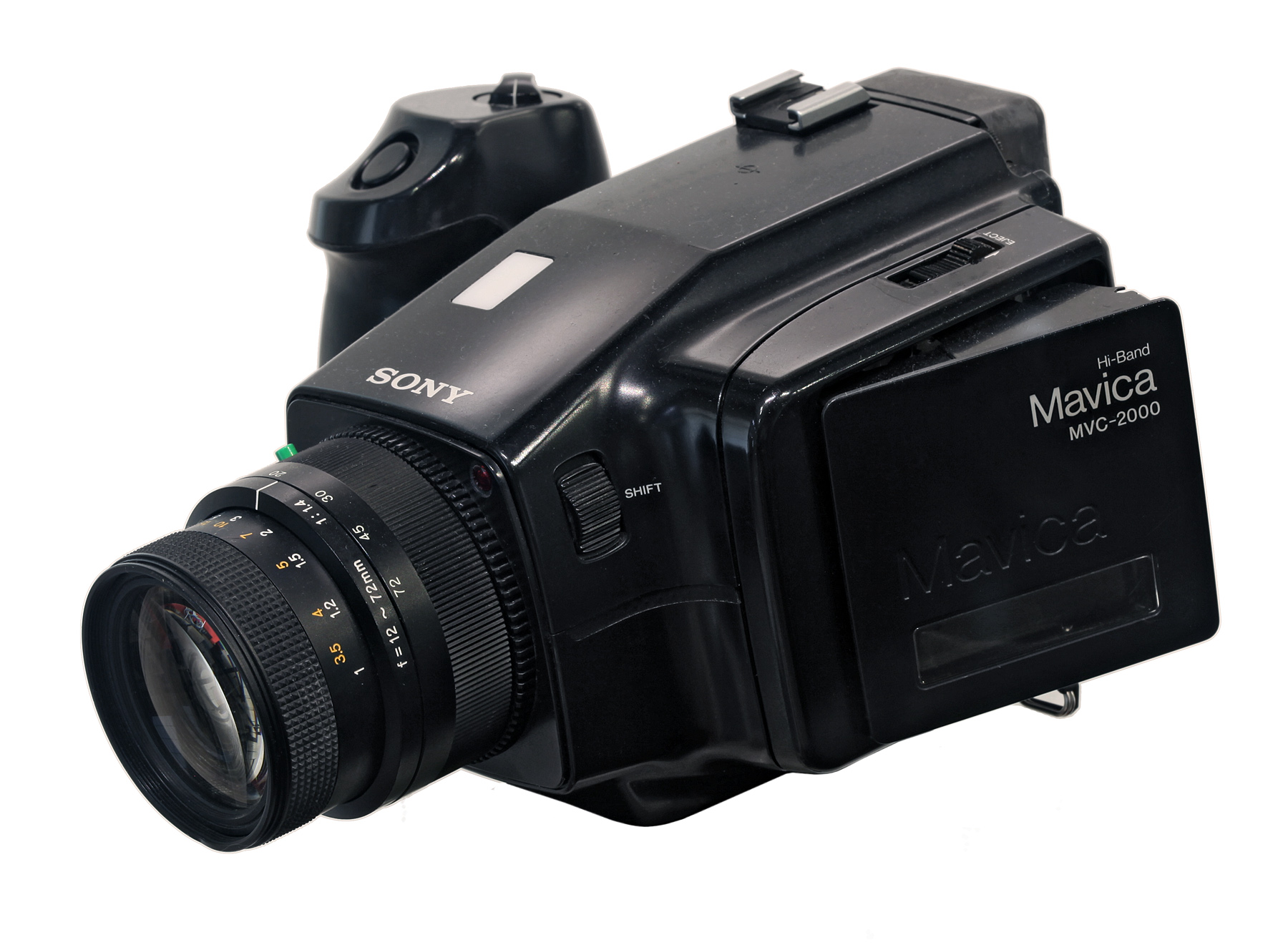
マビカ MVC-2000（1989年）

1989年発売。米国向けバージョンとしてMVC-2010から音声記録機能を省いた。日本国内では販売されない。

### プロマビカ MVC-7000
38万画素1/2インチCCDイメージセンサを3枚搭載。一眼レフ式ファインダー。バヨネット交換式、MCLマウントレンズ(MVC-5000,7000独自マウント)。ハイバンド、フレーム/フィールド記録、両対応。ISO感度200,100,400切り替え可能(フレーム)、400,200,800切り替え可能(フィールド)。シャッター速度1/8~1/2000秒。露出制御：プログラム、絞り優先、シャッター優先、マニュアル。露出補正±3EV。
1992年発売。価格1,650,000円。ESCCの統一規格に基づく最後のマビカである。色分解方式（R.G.B.）を採用し有効画素38万画素CCDイメージセンサを3板搭載して主に輝度再現、ガンマ補正、感度の3点について大幅な改善が行われた。レンズは交換可能で、アダプタを介せばニコン及びキヤノンのレンズも利用できた。ID記録、内蔵再生システム、柔軟な露出補正など当時考え得る限りの機能を搭載した。

## デジタルマビカ
CD-RWもしくはCD-Rに記録するCDマビカと、当初はデジタルマビカとして販売していた、3.5インチフロッピーディスクに記録するFDマビカとが存在している。FDマビカでは高解像度化に伴う記録データ量の増大により、メモリースティックへの記録にも対応したモデルも存在している。